# Ophiacantha angolensis
Ophiacantha angolensis is een slangster uit de familie Ophiacanthidae.
De wetenschappelijke naam van de soort werd in 1923 gepubliceerd door René Koehler.